# Eisenfunk
Eisenfunk fue una banda alemana de música electrónica, fundada en 2006.

## Historia
La banda fue fundada por Mychael Mayer a inicios de 2006. En ese año publicaron su primer EP, Funkfergesteuert. En 2007, Arthur Stauder y Toni Schulz se unieron al grupo.
En mayo de 2014 la banda anunció el final del proyecto. El último concierto oficial tuvo lugar el 17 de mayo de 2014, en Ingolstadt (Alemania).

## Discografía
- Funkferngesteuert (EP, 2006)
- Eisenfunk (2007)
- 300 (EP, 2008)
- Schmerzfrequenz (2009)
- 8 Bit (2010)
- Pentafunk (2011)
- SUPERHELDEN (2024)